# Knorrhaj
Knorrhaj (Scymnodon ringens) är en hajart som beskrevs av Barbosa du Bocage och Brito Capello 1864. Knorrhaj ingår i släktet Scymnodon och familjen håkäringhajar. Inga underarter finns listade i Catalogue of Life.
Denna haj förekommer i östra Atlanten från norra Skottland till Senegal. Den vistas i regioner som är 200 till 1600 meter djupa. Arten hittades även vid Nya Zeeland. Den maximala kroppslängden är 110 centimeter. Angående levnadssättet antas att arten liknar långnospailona (Centroscymnus crepidater).
Knorrhaj fiskas som matfisk och den hamnar som bifångst i fiskenät. Enligt uppskattningar minskade hela populationen med 30 till 50 procent sedan början av 1900-talet. IUCN kategoriserar arten globalt som sårbar.